# جيمس في. كامبل
جيمس في. كامبل (بالإنجليزية: James V. Campbell)‏ هو قاضي ومحامي أمريكي، ولد في 1823 في بوفالو في الولايات المتحدة، وتوفي في 1890 في ديترويت في الولايات المتحدة.